# Aerial Ballet
Aerial Ballet är ett musikalbum av Harry Nilsson som lanserades 1968 på RCA Records. Det var hans tredje studioalbum. Albumet innehåller en av Nilssons kändaste kompositioner, "One". Denna blev en amerikansk hit i Three Dog Nights inspelning från 1969 och har senare spelats in av många andra artister, som Aimee Mann vars version ingick i filmen Magnolias soundtrack. Den mest kända låten på albumet är dock dess enda cover, Fred Neils "Everybody's Talkin' ". Låten blev en stor hit 1969.

## Låtlista
(kompositör inom parentes)
1. "Daddy's Song" (Nilsson) – 2:19
2. "Good Old Desk" (Nilsson) – 2:22
3. "Don't Leave Me" (Nilsson) – 2:18
4. "Mr. Richland's Favorite Song" (Nilsson) – 2:12
5. "Little Cowboy" (Nilsson) – 1:20
6. "Together" (Nilsson) – 2:08
7. "Everybody's Talkin' " (Fred Neil) – 2:41
8. "I Said Goodbye to Me" (Nilsson) – 2:13
9. "Little Cowboy" – reprise (Nilsson) – 0:49
10. "Mr. Tinker" (Nilsson) – 2:41
11. "One" (Nilsson) – 2:50
12. "The Wailing of the Willow" (Nilsson/Ian Freebairn-Smith) – 1:57
13. "Bath" (Nilsson) – 1:44